# Anders Stendahl
Anders Stendahl, född 1771 i Stens by i Enslövs socken, död 1847, var en svensk präst.
Stendahl var son till bonden och nämndemannen Lars Person (1736-1798) och Ingegerd Andersdotter (1734-1774). Han hette som ung Anders Larsson men upptog släktnamnet Stendahl. I sin ungdom lyssnade han på den kände prästen Lars Linderot i Enslövs kyrka. Han studerade teologi i Lund och blev prästvigd 1799. Han blev kyrkoherde i Eldsberga 1808, kontraktsprost 1837 och kyrkoherde 1841 i Snöstorp där han dog 1847. 
Anders Stendahl var gift med Catharina Linderoth, född 1787, död 1882, dotter till kyrkoherde Olof Linderoth i Ränneslöv och hans maka Jacobina Ström.
Hans son Lars-Olov Stendahl efterträdde sin far som kyrkoherde i Eldsberga år 1842. En av ättlingarna är biskop Krister Stendahl.